# اسلومت دانشگاه شهر بزرگ

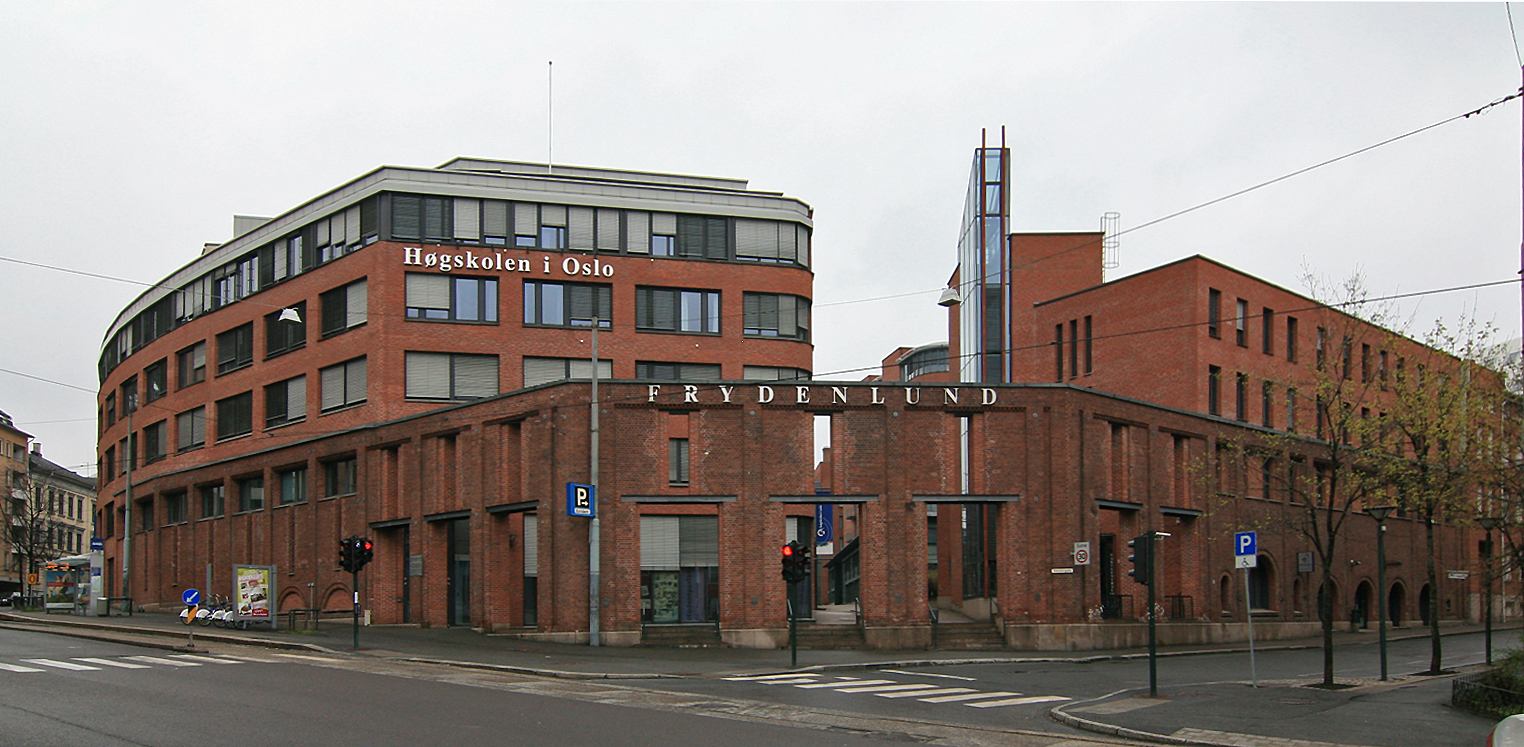
کارخانه سابق آبجوسازی که در سال ۱۸۵۹ میلادی بنا شده بود؛ در سال ۱۹۹۴ به مدرسه عالی اسلو تبدیل شد و در حال حاضر در اختیار اسلومت دانشگاه شهر بزرگ است.

اسلومت دانشگاه شهر بزرگ (به نروژی: Oslomet – storbyuniversitetet)، یک دانشگاه دولتی در نروژ است. این مؤسسه، در سال ۲۰۱۸ به‌طور رسمی رتبه دانشگاهی دریافت کرد. نام قبلی این دانشگاه، مدرسه عالی در اسلو و آکرهوس، بود.
 دانشگاه اسلومت، طیف گسترده‌ای از رشته‌های آموزشی را پوشش می‌دهد. تمرکز اصلی مطالعت و تحقیق در این دانشگاه متوجه زندگی شغلی و به خصوص همان مشاغلی است که در همین دانشگاه تدریس می‌شوند.
علاوه بر پردیس اصلی دانشگاه که در مرکز اسلو واقع شده، اسلومت، دارای پردیس دیگری در شمال  لیلستروم، است. در سال ۲۰۱۷ میلادی، دانشگاه اسلومت، دارای حدود ۱۸٫۵۰۰ دانشجو و ۲٫۱۰۰ کارمند بوده‌است.

## تشکیلات سازمان دانشگاه اسلومت
اسلومت دانشگاه شهر بزرگ، دارای ۴ دانشکده است:
- دانشکده علوم بهداشتی (HF)
- دانشکده آموزش معلم و مطالعات بین‌المللی (LUI)
- دانشکده علوم اجتماعی (SAM)
- دانشکده فناوری، هنر و طراحی (TKD)

این دانشگاه همچنین دارای پنج مرکز است:
- مرکز مطالعات حرفه ای
- مرکز تحقیقات رفاه و زندگی شغلی
- مرکز ملی آموزش چند فرهنگی
- مرکز شایستگی برای شمول کار
- مرکز آموزش مدیریت[۵]

## زندگی دانشجویی
دانشجویان اسلومت دانشگاه شهر بزرگ، به یک سازمان دانشجویی با نام اختصاری (SiO) وابسته هستند. این سازمان مسئول ارائه و سازماندهی خدمات رفاهی برای دانشجویان است. این خدمات که در مقابل پرداخت حق عضویت ارائه می‌شوند، از جمله شامل خوابگاه، درمانگاه، سالن غذاخوری، مهد کودک، سالن‌های ورزشی و مشاوره کاریابی می‌شوند. در نروژ همه مؤسسات آموزشی که مشمول قانون دانشگاه‌ها و مدارس عالی می‌شوند، باید به یک سازمان رفاه دانشجویی وابسته باشند. 
 همچنین در این دانشگاه تعداد زیادی انجمن دانشجویی و از جمله انجمن‌های صنفی فعال هستند. برای مثال انجمنی که یک میخانه را در محلی متعلق به دانشگاه اداره می‌کند.

## پیشینه

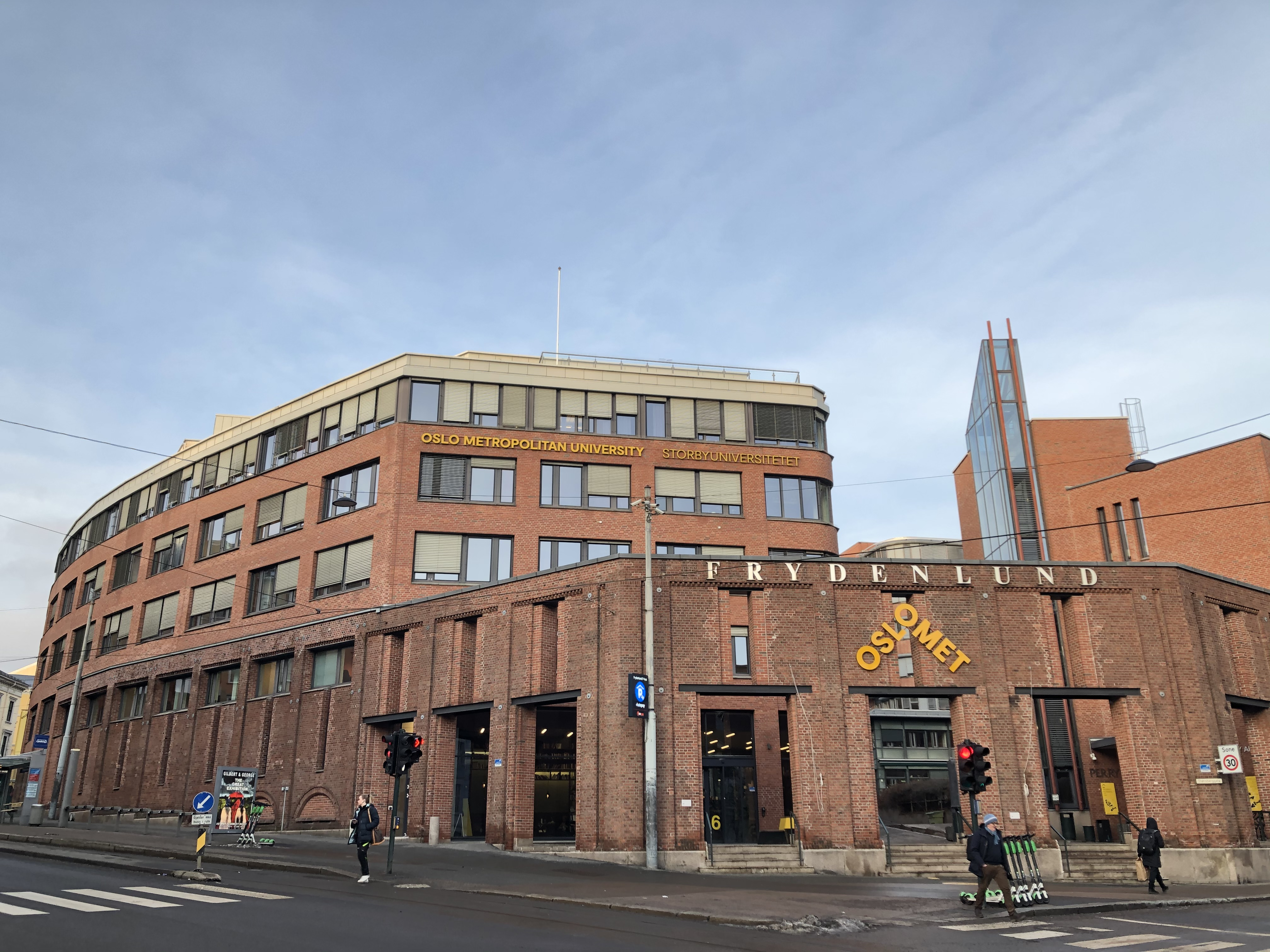
مدرسه عالی اسلو، در سال ۲۰۱۸ میلادی به اسلومت دانشگاه شهر بزرگ، تبدیل شد.

اسلومت دانشگاه شهر بزرگ، نتیجه ادغام چندین مؤسسه مطالعاتی و مرکز آموزشی است. قدمت بعضی از این مؤسسات به قرن ۱۹ میلادی یعنی سال‌های ۱۸۰۰ میلادی می‌رسد. در دهه‌های ۱۹۷۰ و ۱۹۸۰، تعدادی از این مراکز به کالجهای آموزشی تبدیل شدند. تا اینکه در سال ۱۹۹۴ بعد از تصویب قانون اصلاحات مدارس عالی، یا در مدرسه عالی سابق در اسلو یا در مدرسه عالی سابق در آکرهوس ادغام شدند. سپس در سال ۲۰۱۱ این ۲ مدرسه عالی بزرگ، نیز در هم ادغام شده و مدرسه عالی اسلو و آکرهوس را تشکیل دادند؛ و در نهایت پیش از آن که در سال ۲۰۱۸ میلادی، اسلومت دانشگاه شهر بزرگ را تشکیل دهند، چند مؤسسه پژوهشی را نیز در خود جذب کردند.

### اولین دوره تأسیس

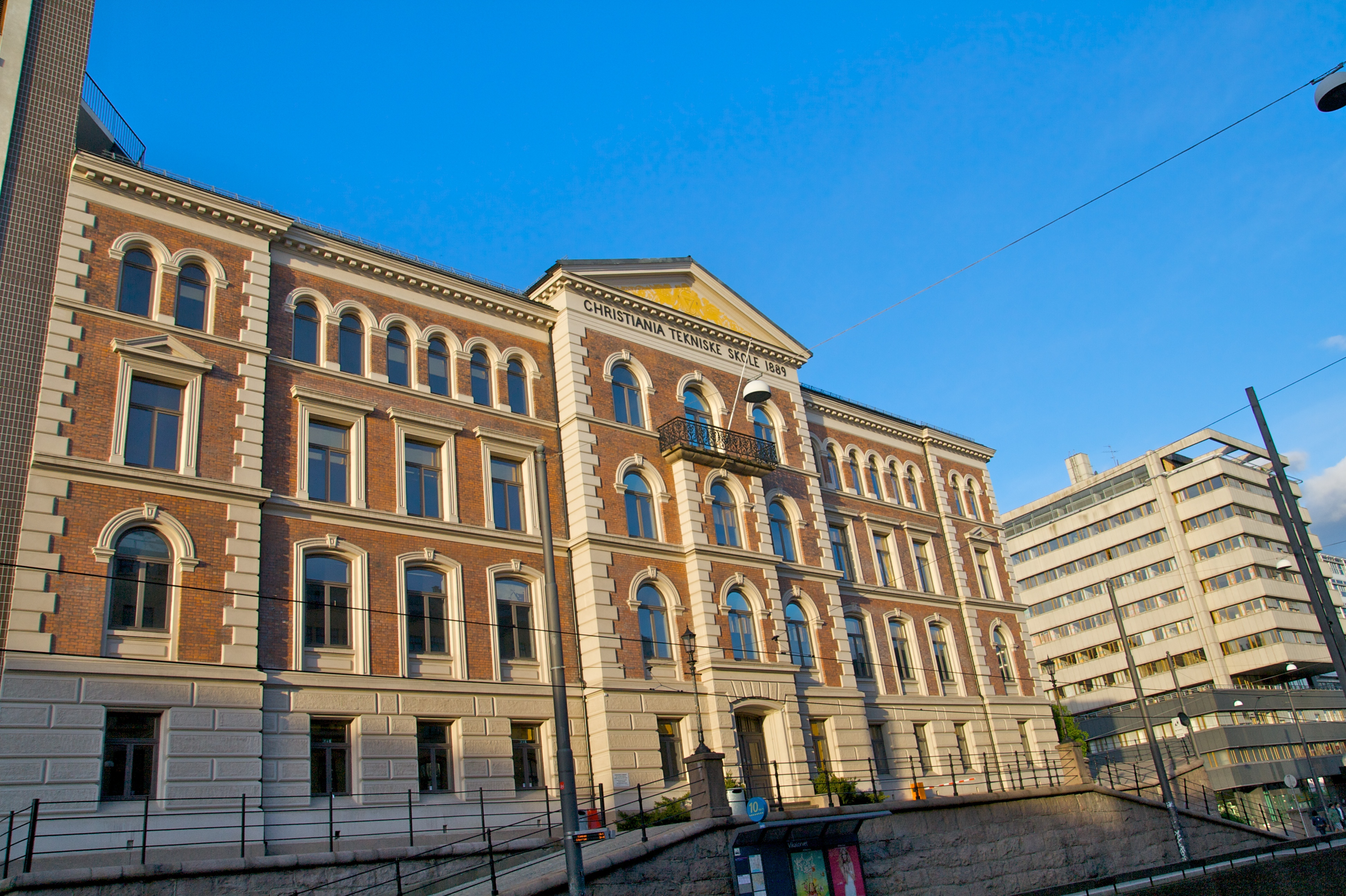
مدرسه فنی کریستینیا، که بعدها به مدرسه عالی مهندسی اسلو، HiO تبدیل شد.

گذشته این دوره به سال ۱۸۱۸ میلادی برمی گردد. در این سال برای اولین بار زنان نروژی امکان تحصیل و کارآموزی در رشته مامایی در اسلوی قدیم را یافتند. در سال ۱۸۷۳ میلادی، مقدمات آموزش فنی شکل گرفت و مدرسه فنی کریستینیا تأسیس شد. این مدرسه بعدها به مدرسه عالی مهندسی اسلو، تغییر نام داد. بخش عمده گسترش این تأسیسات در دوره اول، حدود دهه‌های ۱۹۰۰ میلادی انجام گرفته‌است.
 در سال ۱۸۷۵ میلادی، مدرسه صنعتی زنان در اسلوی قدیم که در آن زمان، کریستیانیا نامیده می‌شد، تأسیس شد. این مدرسه صنعتی بعدها به کالج دولتی تربیت معلم در اسلو تبدیل شد. بعدها در سال ۱۸۹۵ مدرسه پرستاری صلیب سرخ، در سال ۱۸۹۷ مدرسه فیزیوتراپی، در سال ۱۹۰۰ بیمارستان اولِوُل در اسلو، در سال ۱۹۰۹ مدرسه تربیت معلم در رشته خانه‌داری و در سال ۱۹۲۴ بیمارستان آکر در آکرهوس، تأسیس شدند.

به استثنای مدرسه فنی کریستیانیا و تا حدودی مدرسه تربیت معلم، این آموزشگاه‌ها به زنان اختصاص داشت. در آن سال‌ها تعداد زنانی که در کریستینیا زندگی می‌کردند زیاد بود و امکان ازدواج برای همه آنها وجود نداشت. در آن شرایط، آموزش حرفه ای زنان مجرد متعلق به طبقه متوسط، به منظور کسب خودکفایی اقتصادی، اهمیت ویژه ای داشت. همچنین در آن زمان، جنبش زنان نیز در تأسیس و گسترش این مؤسسات نقش مؤثری داشتند.

### سال‌های بین دو جنگ جهانی

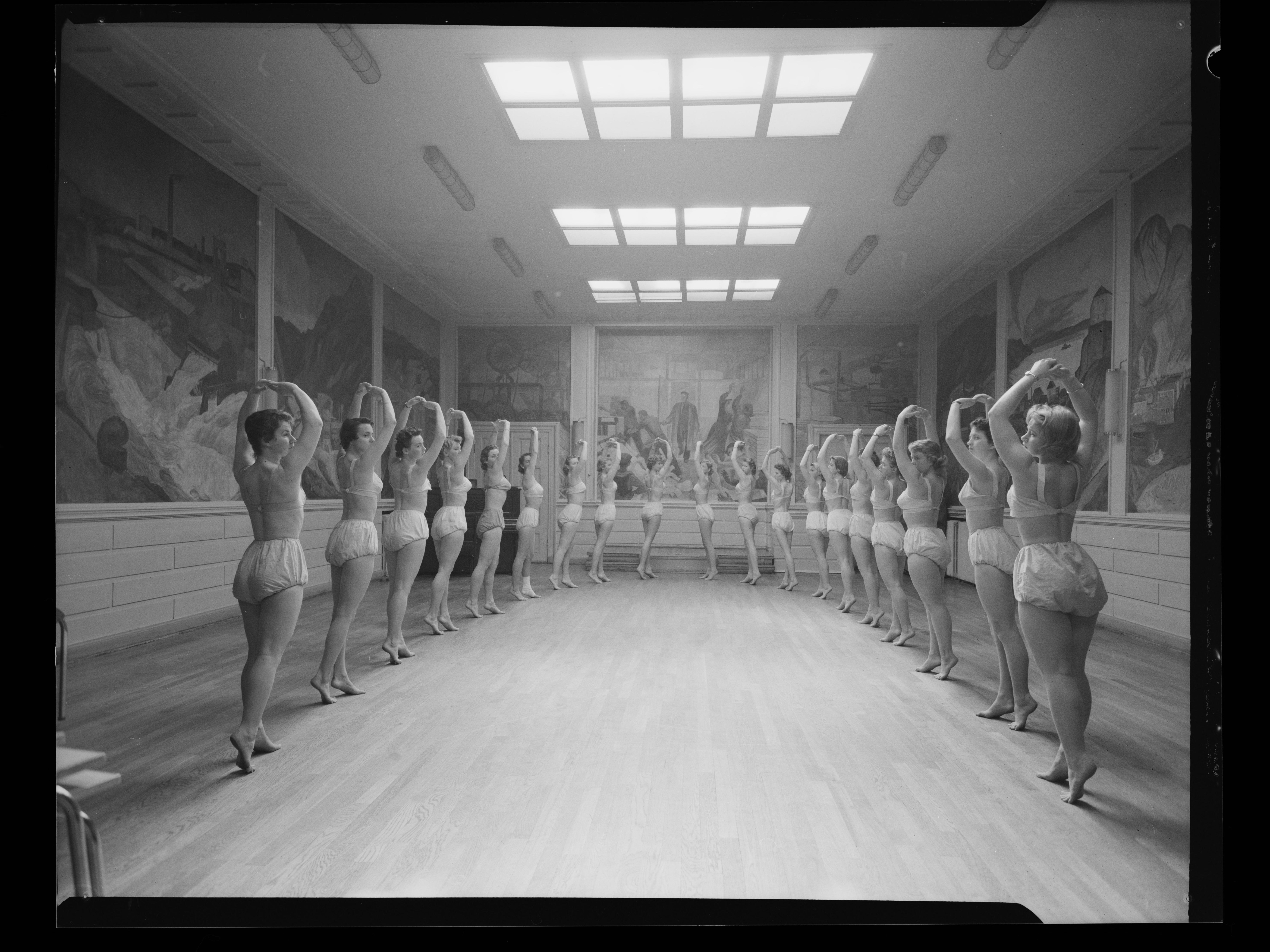
کلاسی از زنان دانشجوی فیزیوتراپی در دهه ۱۹۵۰ که حرکات (منسندیک) را آموزش می‌دادند. *این عکس به مجموعه تصاویر کتابخانه ملی نروژ تعلق دارد.

در سال ۱۹۱۷ پیش از خاتمه جنگ جهانی اول، مدرسه دولتی صنایع سنتی در شرق آکرهوس تأسیس شد. این آموزشگاه خاص مردان بود و بعدها به مدرسه عالی تربیت معلم و در دهه ۱۹۹۰ به مدرسه عالی طراحی تبدیل شد. در سال ۱۹۲۰ انجمن ملی زنان نروژ یک سری دوره‌های آموزش جامعه‌شناسی را سازماندهی کردند. این دوره‌ها بعدها به بخشی از آموزش جامعه‌شناسی در دانشگاه اسلومت تبدیل شد. در سال ۱۹۲۰ یک مدرسه آموزش حرکات درمانی (منسندیک) برای زنان تشکیل شد که تقریباً به نوعی با آموزش فیزیوتراپی رقابت می‌کرد. آکادمی آموزشی سازمان حمایت از کودکان در سال ۱۹۳۵ تشکیل شد؛ و مدرسه دولتی آموزش مربی مهد کودک و مدرسه دولتی آموزش کتابداری، در سال ۱۹۴۰ میلادی شروع به کار کردند.

### دوران پس از جنگ جهانی دوم
پیشرفت و گسترش فناوری، راه را برای ایجاد مشاغل جدید، هموار کرد. خوش‌بینی به تأثیر مفید روش‌های درمانی، افزایش یافت. این باور که متخصصین علمی و فنی، قادرند، بسیاری از مشکلات را از سر راه دور کنند، هم در میان مسئولان دولتی و هم در محافل حرفه ای قوی بود. از اواخر دهه ۱۹۴۰ تا اواخر دهه ۱۹۶۰ چندین رشته جدید آموزشی در حوزه علوم بهداشتی و درمان و مراقبت‌های اجتماعی به وجود آمدند. این‌ها از جمله شامل رشته‌هایی مانند کاردرمانی، شیمی‌فیزیک کاربردی، مهندسی زیستی، پرتونگاری، مددکاری اجتماعی و علوم پرورشی بودند.

### از آموزش حرفه ای تا مدرسه عالی
در اواخر دهه ۱۹۶۰ میلادی، کمیته تداوم تحصیلات، طرحی که به نام آموزش فوق متوسطه، معروف بود را توصیه کرد. برنامه این طرح پیشنهادی، عملاً باعث تأسیس مدارس عالی محلی و ایجاد رشته‌های جدید آموزشی، در این مراکز شد. سطح آموزش در بعضی از دبیرستان‌ها به سطح آموزش در مدارس عالی و کالج‌های پیش دانشگاهی ارتقاء پیدا کرد.
در اواسط دهه ۱۹۷۰ مدارس تربیت معلم به مدارس عالی علوم پرورشی تبدیل شدند. در اواخر همان دهه، دبیرستان‌های علوم اجتماعی به مدارس عالی جامعه‌شناسی تبدیل شدند.
 در اواسط دهه ۱۹۸۰ نیز سطح آموزش در مدارس علوم بهداشتی به سطح مدارس عالی ارتقاء یافت. حتی پس از چند دوره ادغام این مدارس، در یک دیگر، هنوز در سال ۱۹۹۰ حدود ۳۰ مدرسه عالی دولتی در اسلو و آکرهوس باقی بودند. علاوه بر این‌ها از جمله مدرسه عالی هنر و آکادمی پلیس نیز به وجود آمدند.

### اصلاحات قانون مدارس عالی در ۱۹۴۴
به منظور افزایش تمرکز اداری و کاهش تعداد مدارس عالی، در سال ۱۹۴۴ میلادی اصلاحات گسترده‌ای به اجرا درآمد. قرار بر این گذاشته شد که همه کالج‌های دولتی در مجتمع مدارس عالی محلی ادغام شوند. در عمل برای تشکیل یک مجتمع آموزش عالی، با مدیریت مشترک، اما با امکان تدریس در مکان‌های متعدد، در اسلو و آکرهوس، مدتها زمان صرف شد. اما نهایتاً در پی فشار سیاسی دولتمردان، استان آکرهوس نیز صاحب یک مدرسه آموزش عالی شد. در ابتدای گشایش، مدرسه عالی آکرهوس ۲۵۰۰ دانشجو را پوشش می‌داد که تحت مدیریت واحدی که در بروم، مستقر بود؛ در شهرهای مختلف استان، تحصیل می‌کردند. 
 مدرسه عالی اسلو (HiO) نیز با۸۵۰۰ دانشجو، شروع به کار کرد. کلاس‌های این مدرسه تحت مدیریتی واحد، در سراسر شهر اسلو تشکیل می‌شدند؛ اما بخش عمده ای از این کلاس‌ها در یک کارخانه آبجوسازی سابق تمرکز داشت. پس از مدتی در عمل تمامی فعالیت آموزشی در محل این ساختمان متمرکز شد. به همین ترتیب در سال ۲۰۰۳ میلادی بنا به دلایل اقتصادی و سیاسی، فعالیت آموزشی مدرسه عالی آکرهوس هم در یک محل در شهر بروم، متمرکز شد.

### ادغام و تشکیل دانشگاه
در سال ۲۰۰۵ میلادی اولین مدرک دکترای مدرسه عالی اسلو، مورد تأیید رسمی قرار گرفت. اولین مدرک دکترای مدرسه عالی آکرهوس، نیز در سال ۲۰۱۰ تأیید شد. در سال ۲۰۱۱ میلادی مدارس عالی اسلو و آکرهوس در هم ادغام شدند. نتیجه این ادغام، تشکیل بزرگ‌ترین مدرسه عالی نروژ در آن زمان بود. هدف بعدی، تبدیل این مجتمع بزرگ آموزش عالی به دانشگاه بود. در این راستا ۴ رشته جدید، به آموزش سطح دکترا افزوده شد. در سال ۲۰۱۲ چند مؤسسه تحقیقاتی نیز به این مجموعه ملحق
شدند.
 سرانجام در سال ۲۰۱۸ میلادی، این مجتمع آموزش عالی، رتبه آموزش دانشگاهی را تحت عنوان اسلومت دانشگاه شهر بزرگ، اخذ کرد. انتخاب این نام با بحث‌های سنگینی همراه بوده‌است. ازجمله شورای دولتی نظارت بر زبان، از آنجایی که اسلومت، در واقع مخفف کلمه اسلو و کلمه انگلیسی متروپولیتن است؛ این انتخاب را مخالف قانون دانسته و از آن به سختی انتقاد داشت.
 امروزه اسلومت دانشگاه شهر بزرگ، ۶۰ رشته آموزش پایه را پوشش می‌دهد. بسیاری از رشته‌های آموزش پایه در اسلومت بیش از ۱۰۰ سال قدمت تاریخی دارند.

## یادداشت
1. ↑  https://snl.no/Høgskolen_i_Oslo_og_Akershus
2. ↑  شهر اسلو بین سال‌های ۱۶۲۴ و ۱۹۲۵ میلادی کریستیانیا نامیده می‌شد.
3. ↑  به نروژی: Ullevål
4. ↑  شهر اسلو بین سال‌های ۱۶۲۴ و ۱۹۲۵ میلادی کریستیانیا نامیده می‌شد.